# ベラスキタ・サンチェス・デ・パンプローナ
ベラスキタ・サンチェス・デ・パンプローナ（スペイン語：Velasquita Sánchez de Pamplona, 908年 - ?）は、パンプローナ王サンチョ・ガルセス1世とトダ・デ・パンプローナの娘。ナバラ王国周辺の伯またはその親族と3度結婚した。

## 生涯
ベラスキタは最初に、アラバ伯ムニオ・ベラスと結婚し、4子をもうけた。
- アスナール・ムニョス
- ロペス・ムニョス
- サンチョ・ムニョス
- ベラスキタ・ムニョス

ムニオ・ベラスの死後、930年にリバゴルサ伯ベルナルド1世の息子ガリンド・デ・リバゴルサと再婚、さらにナヘラ領主フォルトゥン・ガリンデスと再々婚し1男をもうけた。
- オゴア・フォルトゥニオ